# Nanako Matsushima
Nanako Matsushima (jap. 松嶋菜々子 Matsushima Nanako; ur. 13 października 1973 w Yokohamie) – japońska aktorka, występowała w roli Reiko Asakawa w horrorze The Ring: Krąg.

## Filmografia

### Seriale (J-DRAMA)
- Red Cross (TBS 2015)
- Oriento Kyuko Satsujin Jiken (Fuji TV 2015)
- Kyumei Byoto 24 Ji 5 (Fuji TV 2013)
- Lucky Seven SP (Fuji TV 2013) jako Fujisaki Touko
- Lucky Seven (Fuji TV 2012) jako Fujisaki Touko
- Kaseifu no Mita (NTV 2011) jako Akari Mita
- Kyumei Byoto 24 Ji 4 (Fuji TV 2009)
- Hana Yori Dango 2 (TBS 2007) jako Domyoji Tsubaki (siostra Tsukasy)
- Furuhata Ninzaburo Final (Fuji TV 2006)
- Hana Yori Dango (TBS 2005) jako Domyoji Tsubaki (siostra Tsukasy)
- Hotaru no Haka (NTV 2005)
- Kyumei Byoto 24 Ji 3 (Fuji TV 2005)
- Bijo ka Yajuu (Fuji TV 2003)
- Toshiie to Matsu: kaga hyakumangoku monogatari (NHK 2002)
- Yamato Nadeshiko (Fuji TV 2000) jako Sakurako Jinno
- Hyakunen no Monogatari (TBS 2000)
- Koori no Sekai (Fuji TV 1999) jako Toko Egi
- Majo no Jouken (TBS 1999)  jako Michi Hirose
- Kyumei Byoto 24 Ji (Fuji TV 1999)
- Great Teacher Onizuka (Fuji TV 1998) jako Azusa Fuyutsuki
- Sweet Season (TBS 1998)
- Gekiteki Kiko Shinya Tokkyu '98 (TV Asahi 1998)
- Shinryonaikai Ryoko (NTV 1997)
- Konna Koi no Hanashi (Fuji TV 1997) jako Kaori
- Yonimo Kimyona Monogatari Kanrinin (Fuji TV 1997)
- Kimi ga Jinsei no Toki (TBS 1997) jako Tomomi Nagai
- Gekiteki Kiko Shinya Tokkyu '97 (TV Asahi 1997)
- Himawari (NHK 1996)
- Heart ni S (Fuji TV 1995)
- Onegai Darin! (Fuji TV 1993)
- Shacho ni natta Wakadaisho (社長になった若大将) (TBS 1992)

### Filmy
- Marnie. Przyjaciółka że snów (Omoide no Marnie) (2014) jako Yoriko Sasaki (głos)
- Słomiana tarcza (Wara no Tate) (2013) jako Atsuko Shiraiwa
- Inu to anata no monogatari: Inu no eiga (2011)
- Ghost: Mō Ichido Daishimetai (2010) jako Nanami
- Jungle Taitei - Yuuki ga Mirai o Kaeru (2009) jako Eliza (głos)
- Bizan (2007)
- Inugamike no Ichizoku (2006)
- Hotaru no haka (2005) jako Hisako Sawano
- Whiteout (2000)
- Poppuguruupu Koroshiya (2000)
- GTO Drama Special (1999)
- The Ring: Krąg 2 (Ringu 2) (1999)  jako Reiko Asakawa
- Rasen / The Spiral (Archive film footage only) (1998)
- The Ring: Krąg (Ringu) (1998) jako Reiko Asakawa
- Koi to Hanabi to Kanransha (1997)